# Jan Češka
Jan Češka (? – 1551, Pardubice) byl český renesanční a humanistický spisovatel.

## Život a působení
Pravděpodobně pocházel z Načeradce. Nejprve byl utrakvistickým knězem, po skončení husitských válek působil u Viléma II. z Pernštejna na jeho zámku v Pardubicích. Pernštejn mu svěřil výchovu svých dvou synů, Jana a Vojtěcha. Zastával tuto funkci v letech 1490—1500. Jako jakousi učebnici a čítanku pro tento účel sepsal Češka Příkladné řeči a užitečná naučení, vybraná z kněh hlubokých mudrcův (vyšlo prvně roku 1529), kompilaci z antických a humanistických autorů (zejm. Pythagoras, Démokritos, Sókratés, Platón, Aristotelés, Diogenés, Cicero, Seneca aj.). Vycházel též z Petrarcových De remediis utriusque Fortunae ("O lécích ve štěstí i v neštěstí"), které doplnil vlastními beletristickými vsuvkami. V nich je klíčovou postavou bohyně Fortuna, s níž autor vede dialog. Fortuna čtenáře nabádá ke stálému sebevzdělávání a sebezdokonalování. Jeho překlad byl vysoce ceněn a dílo bylo znovu s úspěchem vydáno během národního obrození. Na Češkovo dílo navazoval Šimon Lomnický z Budče (Instrukce mladému hospodáři), který část Češkova spisu zveršoval. Ve 30. letech 16. století, po opuštění Pardubic, Češka působil pravděpodobně v Praze, roku 1531 se snad stal kazatelem v Betlémské kapli a roku 1534 správcem fary u Sv. Jiljí. V roce 1538 se vrátil do Pardubic, to když ho jeho bývalý žák Jan z Pernštejna pozval k vedení tamního děkanství. Od roku 1541 se pak vrátil na pardubický zámek jako kaplan. Janovi stál po boku jako jeden z nejbližších rádců, byl mj. přítomen jeho známé rozmluvě s Janem Augustou v Litomyšli.